# Holoproteïna
Una holoproteïna o proteïna simple és una proteïna que només té aminoàcids en la seva composició, en contraposició a una heteroproteïna o proteïna conjugada.

## Classificació
Les holoproteïnes es classifiquen en:

### Globulars
- Protamines. Són petites proteïnes riques en arginina i lisina, bàsiques.
- histones. Són bàsiques, però de pes molecular un poc més granr. Constitueixen junt als àcids nucleics els cromosomes

- albúmines. Presenten tots els aminoàcids però el contingut en glicina és escàs.

- Globulines. Poden unir-se a glúcids.

### Fibroses
Són proteïnes filamentoses o laminars, caracteritzades per tenir una relació entre la longitud i el seu diàmetre major de 10:1.
- Insolubles o escleroproteïnes. Destaquen:
  - Alfa-queratina.
  - Beta-queratina.
  - Col·lagen.
  - Elastina.

- Solubles.
  - Fibrinògen.
  - Miosina i actina.